# Премия BAFTA за лучшую оригинальную песню
Премия BAFTA за лучшую оригинальную песню (англ. BAFTA Award for Best Original Song) — британская премия, вручаемая в период с 1983 по 1985 год за песню, написанную для фильма Британской академией кино и телевизионных искусств (BAFTA) на ежегодной церемонии вручения премии Британской Академии в области кино.

## Победители и номинанты
| Год                          | Фильм                             | Песня                                                 | Победители и номинанты |
| ---------------------------- | --------------------------------- | ----------------------------------------------------- | ---------------------- |
| 1983 (36-я)                  |                                   |                                                       |                        |
| Пинк Флойд: Стена            | «Another Brick in the Wall»       | Роджер Уотерс                                         |                        |
| Рокки 3                      | «Eye of the Tiger»                | Джим Петерик и Фрэнки Салливан                        |                        |
| Рэгтайм                      | «One More Hour»                   | Рэнди Ньюман                                          |                        |
| Энни                         | «Tomorrow»                        | Чарльз Страуз и Мартин Чарнин                         |                        |
| 1984 (37-я)                  |                                   |                                                       |                        |
| Офицер и джентльмен          | «Up Where We Belong»              | Джек Ницше, Баффи Сент-Мари и Уилл Дженнингс          |                        |
| Смысл жизни по Монти Пайтону | «Every Sperm Is Sacred»           | Андре Жакмен, Дэйв Хаумэн, Майкл Пейлин и Терри Джонс |                        |
| Танец-вспышка                | «Flashdance… What a Feeling»      | Джорджо Мородер, Кит Форси и Айрин Кара               |                        |
| Тутси                        | «Tootsie»                         | Дейв Грусин, Алан Бергман и Мэрилин Бергман           |                        |
| 1985 (38-я)                  |                                   |                                                       |                        |
| Охотники за привидениями     | «Ghostbusters»                    | Рей Паркер-мл.                                        |                        |
| Женщина в красном            | «I Just Called to Say I Love You» | Стиви Уандер                                          |                        |
| Передай привет Брод-стрит    | «No More Lonely Nights»           | Пол МакКартни                                         |                        |
| Электрические грёзы          | «Together in Electric Dreams»     | Джорджо Мородер и Филип Оуки                          |                        |